# Vojnović Brdo
Vojnović Brdo – wieś w Chorwacji, w żupanii karlowackiej, w gminie Krnjak. W 2011 roku liczyła 9 mieszkańców.